# ちはや園地
大阪府民の森 ちはや園地（おおさかふみんのもり ちはやえんち）は、大阪府千早赤阪村大字千早にある自然公園。府が指定する大阪府民の森のひとつ。標高1,125の金剛山山頂付近に位置している。

## 主な施設
- ちはや星と自然のミュージアム
- キャンプ＆バーベキュー場
  - 8人用バンガロー 2棟 - 4月～11月に利用可。
  - 常設テント（6人用）16張 - 夏期キャンプ期間利用可。
  - 持込用テントサイト 12箇所 - 通年利用可。
  - 屋根付き炊事棟・バーベキューロストル・バーベキューコンロ - 通年利用可。
- 展望台
- ピクニック広場と休憩所
- 村営宿泊施設『香楠荘』
- 登山道 ダイヤモンドトレール（近畿自然歩道の一部）

## 交通
- 金剛山ロープウェイ 金剛山駅で下車し、徒歩10分 - 2019年3月より運行休止中。
- 南海バスまたは金剛自動車 金剛ロープウェイ前バス停より、標高差400mの伏見林道を徒歩1時間30分程度[2]
- 金剛登山道駐車場が、金剛ロープウェイ前バス停に隣接して設けられている。山上までマイカーで登ることは出来ない。